# Kosteantînivka
Kosteantînivka (în ucraineană Костянтинівка) este un oraş din Raionul Kramatorsk, Donețk.